# Fandango Media
Fandango Media, LLC — американская компания по продаже билетов, продающая билеты в кино через свой веб-сайт, а также через свое мобильное приложение. Компания предоставляет информацию о телевидении и потоковом медиа через свою дочернюю компанию и интернет-агрегатор Rotten Tomatoes.

## История
11 апреля 2007 года компания Comcast приобрела Fandango планируя интегрировать его в новый развлекательный вебсайт под названием Fancast.com, запуск которого был намечен на лето 2007 года. В июне 2008 года домен Movies.com был приобретен у компании Disney.
В марте 2012 года Fandango объявила о партнерстве с компанией Yahoo! Movies, сделав Fandango официальным онлайн и мобильным билетом для зарегистрированных пользователей сервиса Yahoo!. В октябре того же года Пол Яновер был назначен президентом Fandango.
Fandango сделала свое первое международное приобретение в сентябре 2015 года, купив бразильскую компанию по продаже билетов Ingresso, которая обеспечивает продажу билетов на различные бразильские развлекательные мероприятия, включая фестиваль Rock in Rio, проводящийся два раза в год.
29 января 2016 года компания Fandango объявила о приобретении M-GO, совместного предприятия Technicolor SA и DreamWorks Animation (NBCUniversal приобрела последнюю компанию тремя месяцами позже), которую она позже переименовала в «FandangoNOW».

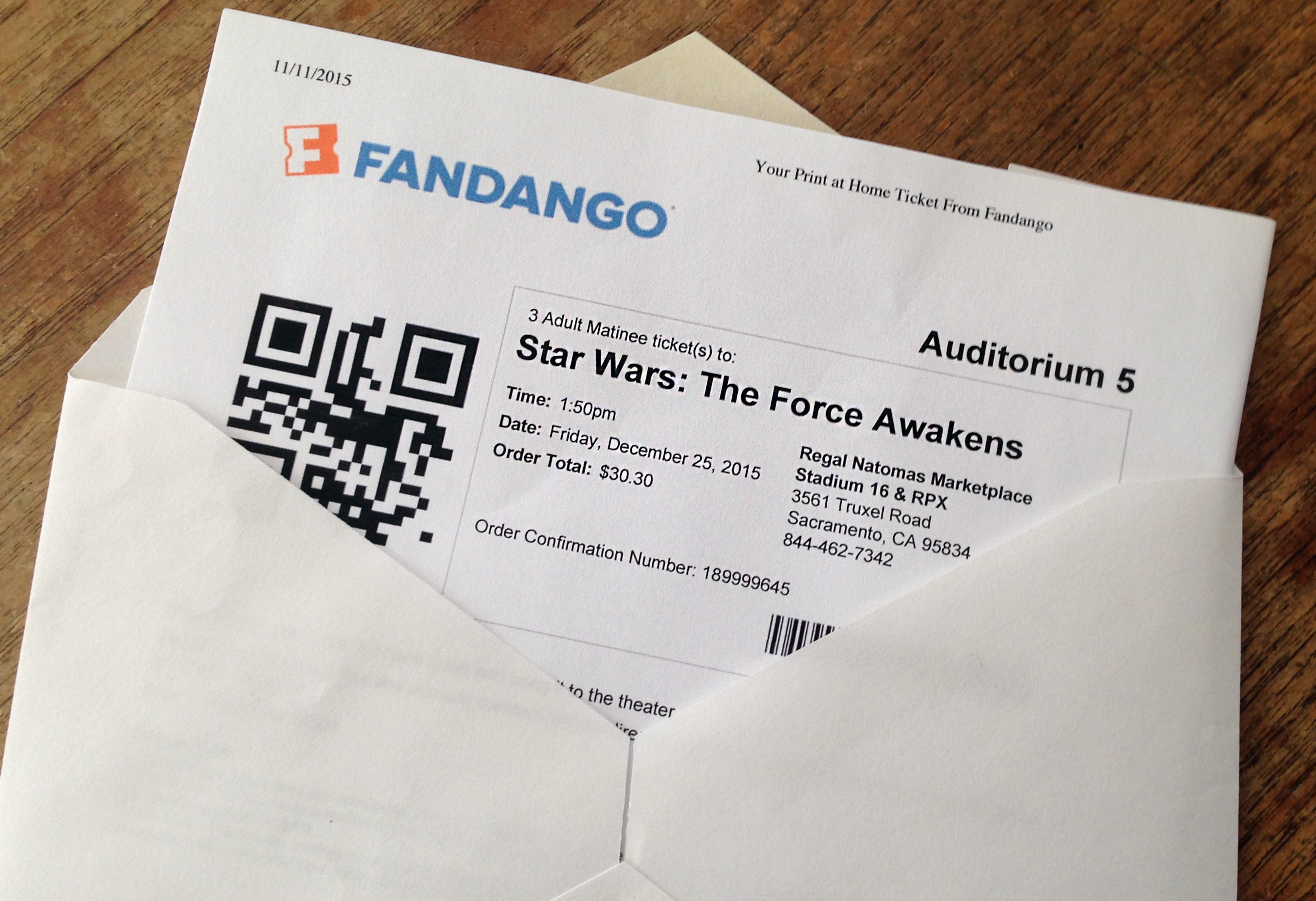
Билет на фильм «Звёздные войны: Пробуждение силы» (2015).

В феврале 2016 года компания Fandango объявила о приобретении компаний Flixster и Rotten Tomatoes у компании Warner Bros., принадлежащей Time Warner. В рамках сделки Warner Bros. станет 30%-ым акционером объединённой компании Fandango.
В декабре 2016 года Fandango Media приобрела компанию Cinepapaya, перуанский сайт для покупки билетов в кино, за нераскрытую сумму. Позже в том же месяце Fandango переехала в бывшую штаб-квартиру компании Fox Interactive Media в Беверли-Хиллз.
20 апреля 2020 года компания Vudu объявила о заключении соглашения о приобретении компанией Fandango Media. Продажа была завершена 6 июля 2020 года.

## Услуги
Веб-сайт Fandango также предлагает эксклюзивные клипы, трейлеры, интервью со знаменитостями, отзывы пользователей, описания фильмов и некоторые веб-игры для участников Fandango.
Начиная с 5 марта 2015 года, Fandango предоставляет участникам возможность вернуть или обменять свои заказы не позднее, чем за 2 часа до начала показа фильма.
Приложение Fandango для Android вошло в список 50 лучших приложений для Android по версии Techland за 2013 год.

## Конкуренция
До приобретения в 2017 году своего конкурента MovieTickets.com, компания Fandango была одним из трех основных сайтов предварительной (онлайн) продажи билетов в кино, наряду с MovieTickets.com и Atom Tickets. До приобретения компанией Comcast в апреле 2007 года компания Fandango находилась в частной собственности; её основным акционером была компания Regal Entertainment Group, которой принадлежали сети кинотеатров United Artists и Hoyts. Данная компания была второй по величине сетью кинотеатров в США. Regal и её партнёры основали Fandango отчасти для того, чтобы предотвратить установление монополии на телефоны и онлайн-сервисы по продаже билетов. (MovieTickets.com находился в государственной собственности и торговался под биржевым символом «HOLL»). Рекламное агентство компании выбрало название «Fandango», потому что оно звучало «весело, динамично и умно», а также «легко произносится и запоминается — даже если оно самом деле не имеет никакого отношения к кино».
До 2012 года компания Fandango не предоставляла онлайн-продажу билетов для многих кинотеатров AMC. Однако она обеспечивала онлайн-продажу билетов для кинотеатров AMC, которые изначально входили в сеть Loews Cineplex Entertainment, в силу договорных обязательств, действовавших до слияния двух киносетей в 2005 году. Loews ранее пыталась разорвать контракт в 2002 году под давлением банкротства и со стороны (тогда) компании AOL Moviefone и её партнёра, дочерней компании Loews Cineplex; Fandango успешно подала в суд на Loews и Moviefone и сохранила бизнес Loews. С 8 февраля 2012 года Fandango начал предоставлять услуги по продаже билетов для всех кинотеатров AMC в США, подали в суд на AMC за нарушение договора. В 2013 году AMC и MovieTickets.com заключили мировое соглашение, согласно которому онлайн-продажа билетов сети кинотеатров будет доступна как на Fandango, так и на MovieTickets.com.
В мае 2012 года компания Fandango объявила о партнёрстве с Moviefone — бывшим партнером MovieTickets.com.
Приложение и сайт для продажи билетов в кино Atom Tickets, запущенный в 2014 году, был назван «серьёзным конкурентом» Fandango.

## Противоречия
В июле 2009 года стало известно, что Fandango и другие сайты, включая buy.com и Orbitz, были связаны со спорными программами лояльности в Интернете, также известными как посттранзакционные маркетологи. По сообщениям, Fandango предоставила третьей стороне доступ к кредитным картам клиентов Fandango.
В декабре 2013 года компания Fandango начала спор по поводу торговой марки, когда развлекательная компания WWE попыталась зарегистрировать название для использования профессиональным борцом Фанданго (в девичестве Джонни Кертис).
В августе 2014 года Федеральная торговая комиссия (ФТК) утвердила окончательное решение по обвинению компании Fandango в том, что она ввела общественность в заблуждение относительно безопасности своего мобильного приложения и не обеспечила защиту передачи конфиденциальной личной информации своих клиентов. Мобильное приложение Fandango заверяло потребителей во время оформления заказа, что информация об их кредитных картах хранится и передается в безопасном режиме. Однако претензии ФТК к Fandango касались нарушений, связанных с внедрением и тестированием сертификатов Secure Sockets Layer (SSL) в течение 4 лет после запуска мобильного приложения в марте 2009 года. Согласно ФТК, Fandango заказала аудит безопасности в 2011 году, но аудиты были ограничены по объёму и не рассматривали безопасность передачи информации в приложении. ФТК также утверждает, что Fandango не внедрила эффективные каналы для жалоб на безопасность и вместо этого полагалась на свою общую систему обслуживания клиентов для обработки сообщений об уязвимостях безопасности.
В октябре 2015 года организация FiveThirtyEight оопубликовала статью и подкаст, в которых ставились под сомнение показатели пользовательских рейтингов Fandango. В расследовании отмечалось, что метод подсчёта рейтингов на сайте привел к тому, что редко какой фильм получал общую оценку ниже трех звёзд. Предположительно, проблема возникла из-за привычки Fandango округлять рейтинги до ближайшей половины. Fandango, в ответ на это, отметила, что это был сбой, над устранением которого она работает. Тем не менее, сайт Gizmodo процитировал исследование после того, как Fandango объявила о покупке Rotten Tomatoes на фоне опасений, что покупка «разрушит» сайт.
В декабре 2017 года компания Fandango получила сотни жалоб на доставку билетов на фильм «Звёздные войны: Последние джедаи» (2017). Forbes сообщил, что проблемы начались уже через несколько часов после начала предварительных продаж билетов на новый фильм Звездных войн, в результате чего клиенты жаловались на длительное время ожидания и сбои в работе сайта.

## Видео по запросу
В начале 2016 года компания Fandango приобрела компанию M-GO, которая была переименована в FandangoNOW. Позже, в июле 2020 года, Fandango приобрела компанию Vudu. Позднее, 3 августа 2021 года, FandagoNOW объединился с Vudu. Компания Fandango решила сохранить название «Vudu», поскольку это был более крупный сервис с лояльной клиентской базой.